# Singa eugeni
Singa eugeni là một loài nhện trong họ Araneidae.
Loài này thuộc chi Singa. Singa eugeni được Herbert Walter Levi miêu tả năm 1972.